# Antoine Augustin Cournot
Antoine-Augustin Cournot (Gray, 28 agosto 1801 – Parigi, 31 marzo 1877) è stato un filosofo, matematico ed economista francese.
Insegnò matematica presso le Università di Lione e di Grenoble e fu rettore a Digione. Egli è considerato cofondatore della teoria economica matematica, la quale, accolta inizialmente con scetticismo, trova oggi il più ampio consenso. Gran parte delle sue energie furono spese nello studio del calcolo delle probabilità con una concettualizzazione del caso come risultato di serie causali non connesse (non-lineari). Per quanto riguarda la teoria economica, in particolare in ambito microeconomico, è senza dubbio uno degli economisti che ha approfondito maggiormente la teoria dei giochi.

## Biografia
Antoine Augustin Cournot ha studiato nella cittadina natale di Gray (Haute-Saône) sino a quindici anni. Nei quattro anni successivi ha lavorato saltuariamente come impiegato in uno studio di avvocato e per questa ragione i suoi studi iniziali si sono concentrati oltre che sulla filosofia anche su problemi giuridici. Cournot fu quindi in questo periodo un autodidatta in filosofia e soprattutto matematica, approfondendo anche il pensiero di Pierre Simon Laplace da cui in seguito si staccherà nettamente. A 19 anni si prepara per l'accesso all'università in una scuola superiore di Besançon e nel 1821 entra all'École Normale Supérieure di Parigi.
Per ragioni politiche la ENS viene chiusa nel 1822 e così Cournot deve passare alla Sorbona, dove ottiene la laurea in matematica. Immergendosi nel mondo intellettuale parigino egli riceve stimoli intellettuali e scientifici per il prosieguo dei suoi studi e tiene seminari all'Academie des Sciences e frequenta il salotto dell'economista Joseph Droz. All'epoca, oltre che da Laplace, è influenzato dal grande matematico Joseph-Louis Lagrange,
Dal 1830, Cournot incomincia a pubblicare studi di matematica, di meccanica ed economia e alcuni suoi articoli sono notati dal matematico Siméon-Denis Poisson che lo invita a ritornare nell'ambito universitario ed egli assume un incarico temporaneo all'Académie di Parigi.  Durante questo periodo egli traduce il saggio Astronomia di William Herschel e la Meccanica di Dionysius Lardner.
Nel 1834, grazie ai buoni uffici di Poisson, Cournot diventa professore ordinario di analisi matematica e meccanica a Lione. L'anno dopo Poisson gli fa avere un incarico anche alla'Accademia di Grenoble. Nel 1838 Cournot è chiamato a Parigi come Ispettore generale agli Studi. Nello stesso anno è fatto cavaliere della Legion d'Onore, mentre nel 1845 è elevato al grado di ufficiale della stessa.
Dopo la Rivoluzione del 1848 Cournot è responsabile della Commission des Hautes Études ed è durante quel periodo che egli scrive il suo primo trattato esteso, in due volumi, sulla filosofia della scienza Essai sur les fondements de nos connaissances et sur les caractères de la critique philosophique, uscito nel 1851. Nel 1854 diventa rettore dell'Accademia di Digione. Nel 1862 si ritira dall'insegnamento e torna a Parigi.
Nel 1859 Cournot scrive le sue memorie, pubblicate postume nel 1913.  Pubblica ancora due trattati filosofici nel 1861 e nel 1872 che aumentano la sua fama nella comunità filosofica. Nel 1863 scrive Principes, che in sostanza riprende le sue Recherches del 1838 in forma più scorrevole e meno tecnica.

## Il concetto di caso
Con Cournot il caso viene portato nell'ambito del principio di causalità e quindi di ontologia. Egli ipotizza nel suo Saggio sui fondamenti della conoscenza umana del 1851 che il caso si manifesti quando due o più catene causali, indipendenti l'une dalle altre, s'incrocino in modo che, mentre le cause rimangono indipendenti, gli effetti delle singole catene si mescolino generando l'evento casuale. Dopo il dominio per più di un secolo del determinismo di Laplace, Cournot riporta l'ontologia di causa a due principi alternantesi: il caso e la necessità. Egli scrive: 
(A.A.Cournot, Essai sur les fondements de nos connaissances et sur les caractères de la critique philosophique, Paris, Hachette 1851, cap III, pp.36-42)

## Opere principali
- Mémoire sur les applications du calcul des chances à la statistique judiciaire, 1838, 12. T. 3. p. 257-334.
- Recherches sur les principes mathématiques de la théorie des richesses, 1838.
- Traité élémentaire de la théorie des fonctions et du calcul infinitésimal, 1841.
- Exposition de la théorie des chances et des probabilités, 1843.
- De l'origine et des limites de la correspondance entre l'algèbre et la géométrie, 1847.
- Essai sur les fondements de nos connaissances et sur les caractères de la critique philosophique, 2 vols., 1851
- Traité de l'enchaînement des idées fondamentales dans les sciences et dans l'histoire, 1861.
- Principes de la théorie des richesses, 1863.
- Les institutions d'instruction publiques en France, 1864.
- Considérations sur la marche des ideées et des événements dans les temps modernes, 2 vols., 1872.
- Matérialisme, vitalisme, rationalisme: Études des données de la science en philosophie, 1875.
- Revue sommaire des doctrines économiques, 1877.
- Souvenirs, 1760–1860, 1913 (pubblicato postumo con un'introduzione di E.P. Bottinelli)
- Oeuvres Complètes. 5 vols., 1973.